# Arthur Boka
Pour les articles homonymes, voir Boka.
Arthur Boka, né le 2 avril 1983 à Abidjan (Côte d'Ivoire), est un footballeur ivoirien. Il évolue au poste de défenseur.
Il a participé à la Coupe du monde 2006 avec la sélection ivoirienne.
Il a participé à la Coupe d'Afrique des Nations 2006 qui se déroulait en Égypte, son équipe étant éliminée en finale par le pays organisateur. Il a aussi pris part à la Coupe d'Afrique des Nations 2008 qui se déroulait au Ghana ainsi qu'à la Coupe du monde 2010 en Afrique du Sud.
Il compte 83 sélections et 1 but en équipe nationale, entre 2004 et 2015.

## Carrière
- 1996-1999 : ASEC Abidjan ( Côte d'Ivoire)
- 1999-2002 : Stade tunisien ( Tunisie)
- 2002-2004 : KSK Beveren ( Belgique)
- 2004-2006 : RC Strasbourg ( France)
- 2006-2014 : VfB Stuttgart ( Allemagne)
- 2014-2016 : Malaga CF ( Espagne)[1],[2]
- 2016-2017 : FC Sion ( Suisse)

## Palmarès

### En club
- KSK Beveren
  - Finaliste de la Coupe de Belgique : 2004
- RC Strasbourg
  - Vainqueur de la Coupe de la Ligue : 2005
- VfB Stuttgart
  - Vainqueur du Championnat d'Allemagne : 2007
  - Finaliste de la Coupe d'Allemagne : 2007

### En sélection
- Côte d'Ivoire
  - Finaliste de la CAN 2006
  - Finaliste de la CAN 2012